# Hessische Bibliographie
Die Hessische Bibliographie ist eine Regionalbibliografie. Sie erfasst mit dem Ziel der Vollständigkeit die gesamte landeskundliche Literatur über Hessen ab dem Berichtsjahr 1974. Grundlage sind die Bestände der Pflichtexemplarbibliotheken in Kassel, Fulda, Frankfurt, Wiesbaden und Darmstadt.
Bis zum Berichtsjahr 2000 erschienen insgesamt 24 Jahresbände in gedruckter Form, seitdem wird sie ausschließlich in elektronischer Form als frei zugängliche Datenbank des Hessischen Bibliotheksinformationssystems (HEBIS) angeboten. Die Titel werden nach den Regeln für die alphabetische Katalogisierung erfasst und durch eine etwa 1.200 Systemstellen umfassende Systematik sowie Schlagwörter erschlossen. Jährlich kommen rund 6.500 Titelnachweise hinzu.
Die Hessische Bibliographie ist Teil der Virtuellen Deutschen Landesbibliographie, die ein eigenes Webportal hat.
Für den Berichtszeitraum vor 1974 ist das „Schrifttum zur Geschichte und Geschichtlichen Landeskunde von Hessen“ einschlägig, das in insgesamt sieben gedruckten Bänden von Karl Ernst Demandt (Berichtszeitraum Anfänge bis 1964) sowie von Winfried Leist und Wolfgang Podehl (Berichtszeitraum 1965 bis 1976) gesammelt wurde. Derzeit werden die Bände von Podehl und Leist schrittweise retrospektiv in der Datenbank erfasst.
Ein spezieller bibliographischer Ausschnitt für Nordhessen wurde mit der Waldeckischen Bibliographie realisiert und seit dem Jahr 2010 für den Abruf bereitgestellt.